# Gastón de Bearne
Gastón de Bearne y de la Cerda (1371-1404), ii conde de Medinaceli y señor de El Puerto de Santa María, fue un noble castellano de la casa de Medinaceli. 
Hijo de Bernardo de Bearne, i conde de Medinaceli y de Isabel de la Cerda Pérez de Guzmán, i condesa de Medinaceli y señora de El Puerto de Santa María. Casó con Mencía de Mendoza (?-1411), hija de Pedro González de Mendoza y Aldonza Pérez de Ayala, naciendo de este matrimonio: 
1. Luis de la Cerda y Mendoza (? - 1447), iii conde de Medinaceli
2. Isabel de la Cerda y Mendoza
3. Leonor de la Cerda y Mendoza

Está enterrado en el Monasterio de Santa María la Real de Huerta, en la provincia de Soria.